# Viedma-Gletscher
Der Viedma-Gletscher ist ein großer Auslassgletscher, der aus dem Südlichen Patagonischen Eisfeld an der Südspitze Südamerikas gespeist wird.
Der Gletscher befindet sich in Patagonien im nicht definierten Grenzgebiet zwischen Argentinien und Chile und wird von beiden Ländern als ihr Hoheitsgebiet betrachtet. Argentinischerseits wird er zum Nationalpark Los Glaciares gerechnet, der im Jahr 1981 zum UNESCO-Weltnaturerbe erklärt worden ist. Aus chilenischer Sicht gehört der gesamte Gletscher zum Nationalpark Bernardo O’Higgins. Die zwei Kilometer breite moränenreiche Gletscherstirn mündet in den argentinischen Gletschersee Lago Viedma, der überwiegend durch das Schmelzwasser des Viedma-Gletschers gespeist wird. Der 35 Kilometer lange Viedma-Gletscher ist einer von 48 Auslassgletschern der Campo de Hielo Sur-Eiskappe und umfasst eine Fläche von ca. 575 km².